# Права ЛГБТ в Мавритании
Мавритания является одной из 66 стран мира, в которых гомосексуальные отношения являются уголовным преступлением и одной из шести стран мира (наряду с Ираном, Нигерией, Сомали, Саудовской Аравией и Йеменом), в которых добровольные гомосексуальные контакты между взрослыми могут наказываться смертной казнью. В связи с нелегальным положением в стране отсутствует открытое ЛГБТ-движение.

## Уголовное преследование
Статья 308 УК предусматривает для совершеннолетних мусульман мужского пола наказание в виде смертной казни через побиение камнями за совершение «непристойного или противоестественного действия» по отношению к лицу своего пола.
Вторая часть статьи 308 приравнивает аналогичные действия между женщинами к преступлению против морали в соответствии с частью 1 статьи 306 уголовного кодекса. В свою очередь статья 306 предусматривает наказание в виде тюремного заключения от трёх месяцев до двух лет и денежного штрафа в размере от 5 до 60 тысяч угий.

### Юридическая практика
Country Reports on Human Rights Practices опубликованный Государственным департаментом США сообщает об отсутствии в 2011—2014 уголовного преследования за сексуальные действия между лицами одного пола. «Институт международных и стратегических отношений» (IRIS), независимая группа аналитиков созданная во Франции в 1991 году, утверждает, что вышеупомянутые законы «применяются редко или не применяются вообще». В рамках анкеты Совета по правам человека ООН делегация Мавритании в 2011 указала, что «как и смертная казнь, так и телесные наказания никогда не применялись на практике. Законы ислама и уголовное законодательство допускают другие меры наказания». Эта же информация повторена в ежегодном отчёте Международной ассоциации лесбиянок и геев.
Тем не менее, в ежегодном отчёте за 2011 год Amnesty International указывает, что «лица могут подвергаться произвольным арестам, сексуальным домогательствам и дискриминации на основании предполагаемой гомосексуальности. Четырнадцать мужчин, обвинённых в гомосексуальности, были задержаны в ноябре. Они находились в тюрьме Дар Наим до конца года». Мавританская газета «Л’Отентик» сообщает, что тринадцать человек, арестованных в ноябре 2011 за преступление против нравственности и подозреваемых в гомосексуальности, были освобождены после пребывания в тюрьме Дар Наим в течение нескольких недель. В отчёте Государственного департамента США за 2014 год упоминаются сообщения мавританской прессы, о том, что полиция ликвидировала «сеть» геев из Сенегала, «проникших» в Мавританию.